# Effectifs du tournoi féminin de basket-ball aux Jeux olympiques d'été de 2020
Cet article est un complément de tournoi féminin de basket-ball aux Jeux olympiques d'été de 2020 .

## Groupe A

### Canada

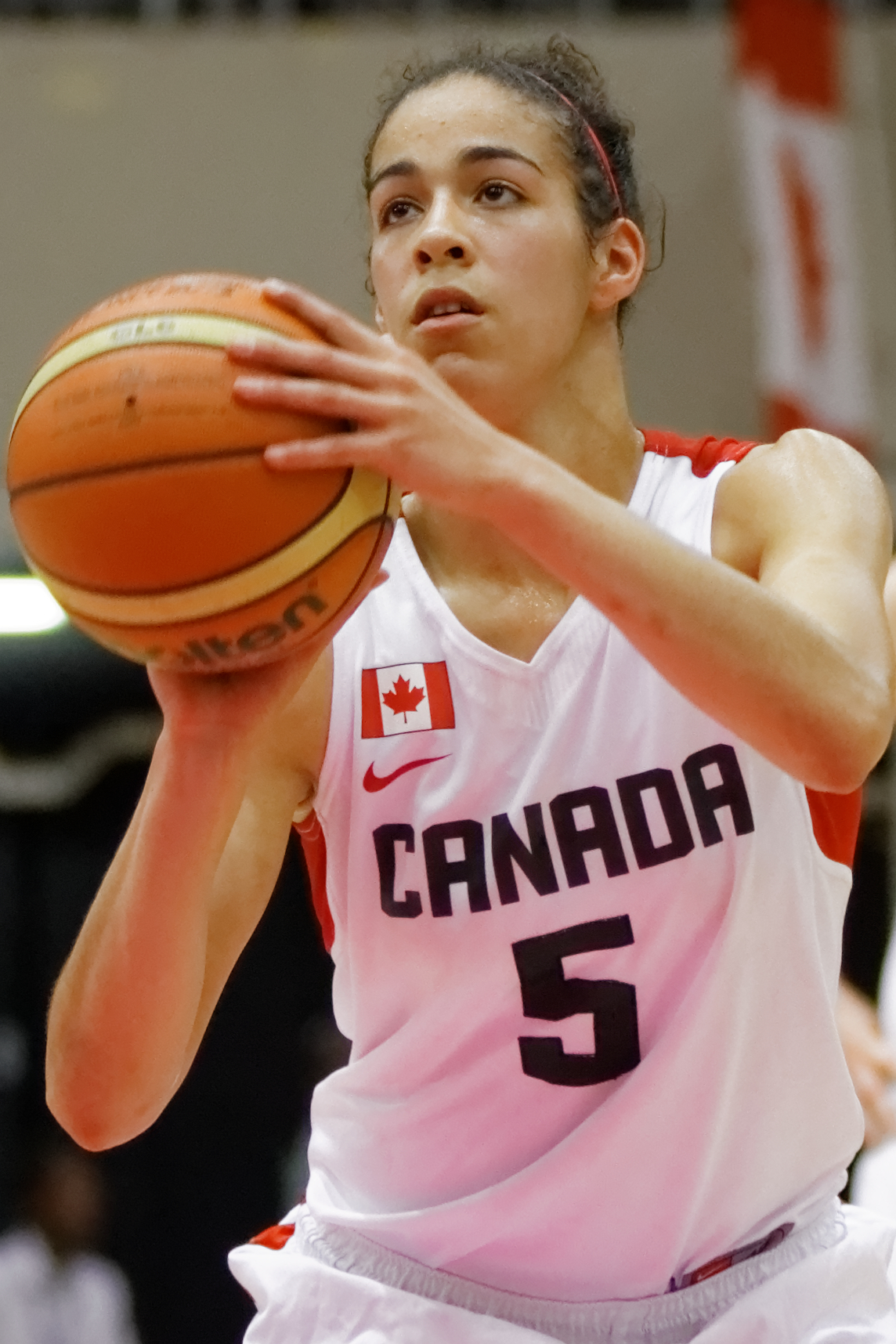
Kia Nurse.

| Numéro | Joueuse              | Poste         | Naissance        | Taille | Club(s) 2020-2021                  |
| ------ | -------------------- | ------------- | ---------------- | ------ | ---------------------------------- |
| 1      | Shaina Pellington    | Meneuse       | 1er juin 1999    | 1,70 m | Wildcats de l'Arizona              |
| 5      | Kia Nurse            | Arrière       | 22 février 1996  | 1,77 m | Mercury de Phoenix                 |
| 6      | Bridget Carleton     | Ailière       | 22 mai 1997      | 1,85 m | Bridget Carleton Lynx du Minnesota |
| 7      | Nayo Raincock-Ekunwe | Avant         | 29 août 1991     | 1,88 m | LDLC ASVEL féminin                 |
| 8      | Kim Gaucher          | Arrière       | 7 mai 1984       | 1,80 m | USO Mondeville                     |
| 9      | Miranda Ayim         | Ailière forte | 6 mai 1988       | 1,91 m | Basket Landes                      |
| 11     | Natalie Achonwa      | Ailière forte | 22 novembre 1992 | 1,90 m | Famila Schio Lynx du Minnesota     |
| 13     | Shay Colley          | Arrière       | 6 janvier 1996   | 1,76 m | Sans club                          |
| 14     | Kayla Alexander      | Pivot         | 5 janvier 1991   | 1,93 m | Dynamo Novossibirsk                |
| 15     | Laeticia Amihere     | Ailière       | 1er octobre 2001 | 1,86 m | Gamecocks de la Caroline du Sud    |
| 21     | Nirra Fields         | Arrière       | 3 décembre 1993  | 1,76 m | İzmit Belediyespor                 |
| 24     | Aaliyah Edwards      | Ailière       | 9 juillet 2002   | 1,91 m | Huskies du Connecticut             |

Sélectionneur :  Lisa Thomaidis
Assistants : Steve Baur, Carly Clark

### Serbie

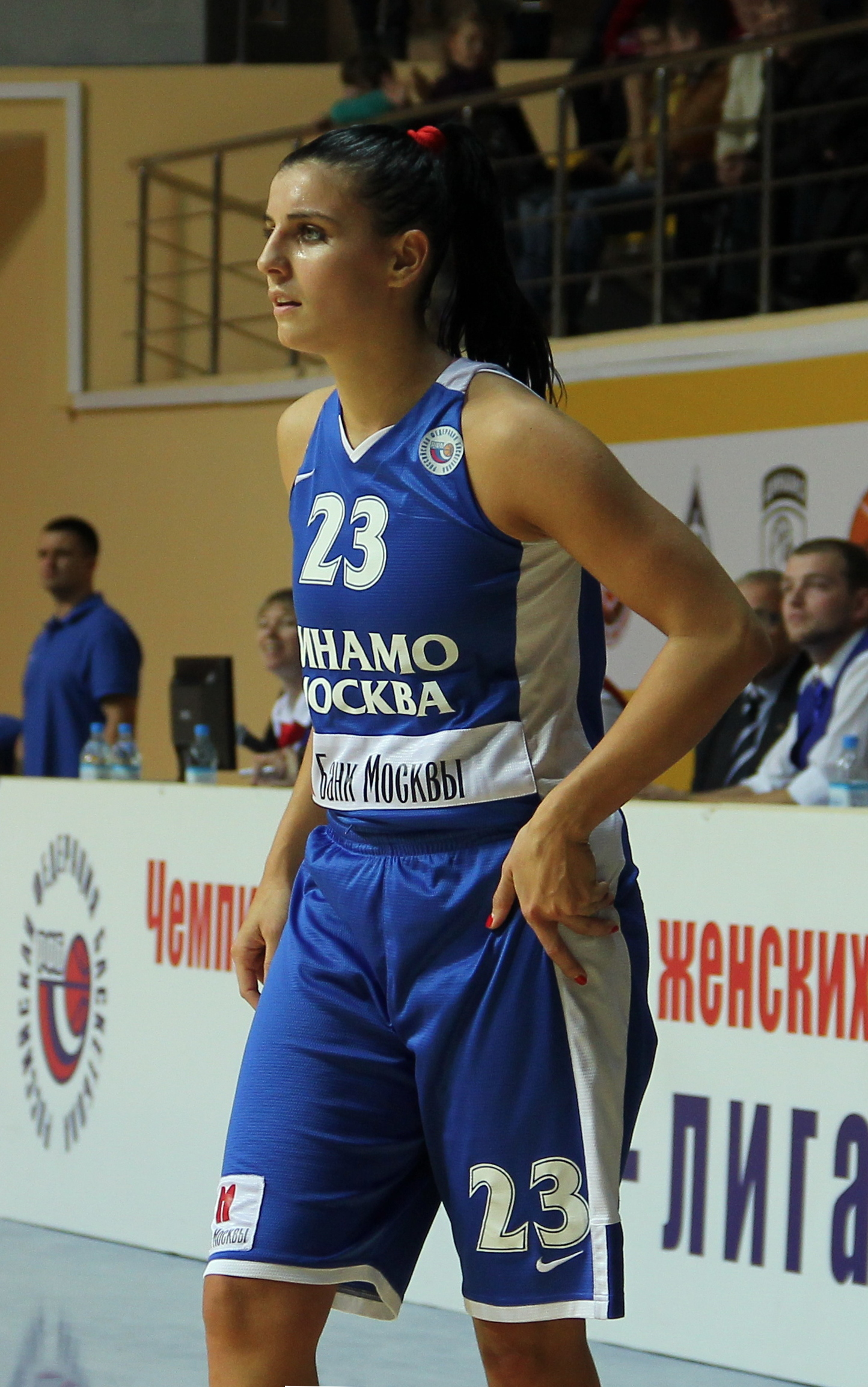
Ana Dabović.

| Numéro | Joueuse               | Poste         | Naissance        | Taille | Club 2020-2021     |
| ------ | --------------------- | ------------- | ---------------- | ------ | ------------------ |
| 5      | Sonja Vasić           | Ailière       | 18 février 1989  | 1,89 m | Uni Girona         |
| 6      | Saša Čađo             | Arrière       | 13 juillet 1989  | 1,78 m | Flammes Carolo     |
| 8      | Nevena Jovanović      | Arrière       | 30 juin 1990     | 1,78 m | Basket Landes      |
| 9      | Jelena Brooks         | Ailière forte | 28 avril 1989    | 1,90 m | UE Sopron          |
| 10     | Dajana Butulija       | Arrière       | 23 février 1986  | 1,75 m | Sleza Wroclaw      |
| 11     | Aleksandra Crvendakić | Ailière       | 17 mars 1996     | 1,87 m | Lyon ASVEL         |
| 12     | Yvonne Anderson       | Meneuse       | 8 mars 1990      | 1,75 m | Reyer Venise       |
| 14     | Dragana Stanković     | Ailière       | 18 janvier 1995  | 1,96 m | USK Prague         |
| 23     | Ana Dabović           | Arrière       | 18 août 1989     | 1,83 m | Lattes-Montpellier |
| 24     | Maja Škorić           | Ailière forte | 10 novembre 1989 | 1,84 m | KSC Szekszárd      |
| 32     | Angela Dugalić        | Ailière forte | 29 décembre 2001 | 1,93 m | Ducks de l'Oregon  |
| 33     | Tina Krajišnik        | Ailière forte | 12 janvier 1991  | 1,84 m | Sopron Basket      |

Entraîneuse : Marina Maljković
Assistants : Vladimir Vuksanović et Miloš Pađen

### Espagne

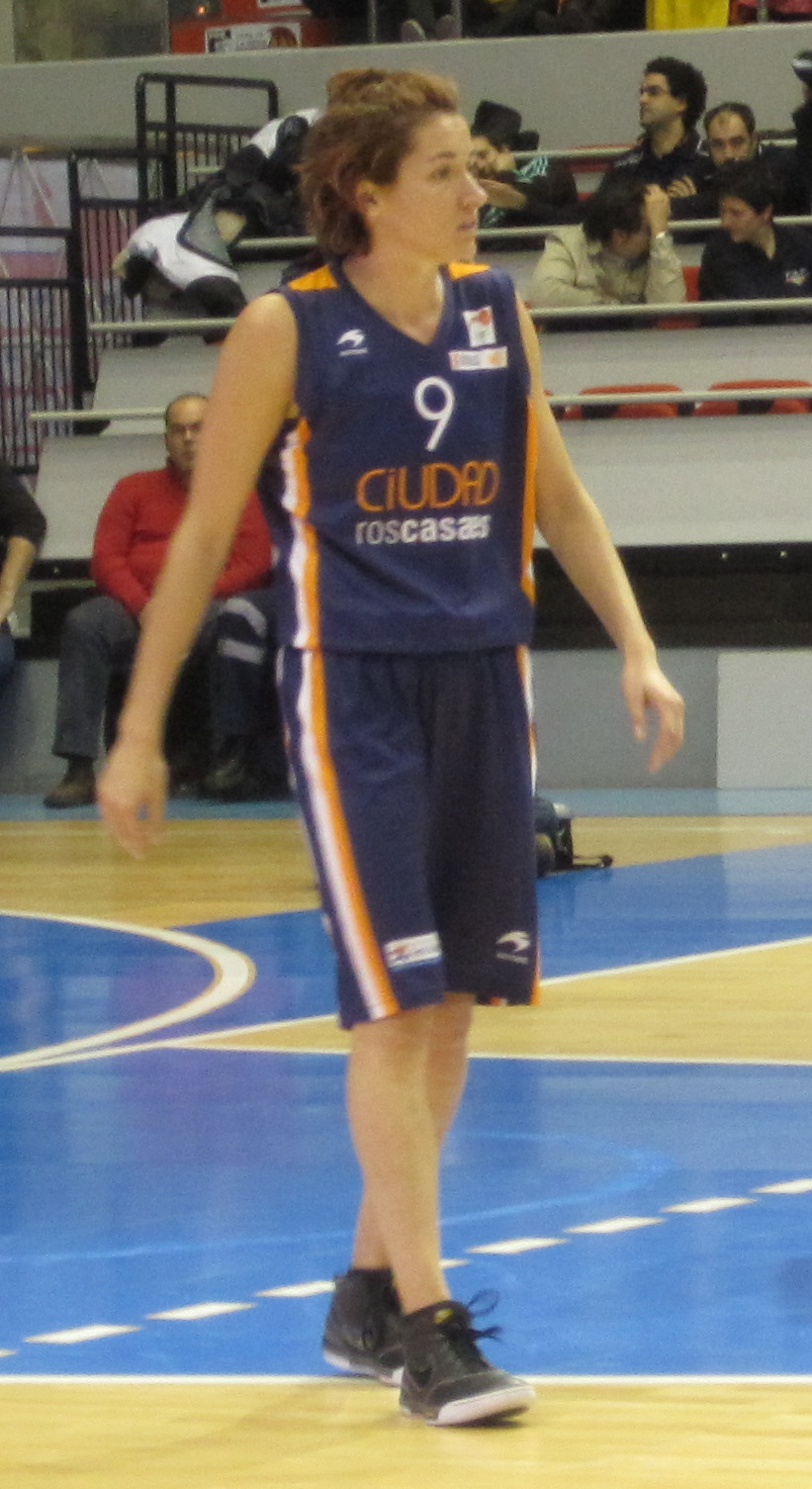
Laia Palau

| Numéro | Joueuse          | Poste   | Naissance         | Taille | Club 2020-2021        |
| ------ | ---------------- | ------- | ----------------- | ------ | --------------------- |
| 5      | Cristina Ouviña  | Meneuse | 18 septembre 1990 | 1,73 m | Valence BC            |
| 6      | Silvia Domínguez | Arrière | 31 janvier 1987   | 1,65 m | CB Avenida Salamanque |
| 7      | Alba Torrens     | Ailière | 30 août 1989      | 1,90 m | UMMC Iekaterinbourg   |
| 9      | Laia Palau       | Meneuse | 10 septembre 1979 | 1,78 m | Uni Gérone CB         |
| 11     | Leonor Rodríguez | Arrière | 21 octobre 1991   | 1,80 m | CB Avenida Salamanque |
| 12     | Maite Cazorla    | Meneuse | 18 juin 1997      | 1,78 m | CB Avenida Salamanque |
| 13     | Tamara Abalde    | Pivot   | 9 février 1989    | 1,90 m | Porta XI Ensino       |
| 14     | Raquel Carrera   | Pivot   | 31 octobre 2001   | 1,90 m | Valence BC            |
| 18     | Queralt Casas    | Arrière | 18 novembre 1992  | 1,80 m | Valence BC            |
| 22     | María Conde      | Ailière | 14 janvier 1997   | 1,86 m | USK Prague            |
| 24     | Laura Gil        | Pivot   | 24 avril 1992     | 1,90 m | Valence BC            |
| 45     | Astou Ndour      | Pivot   | 22 août 1994      | 1,98 m | Hatay BB              |

Entraîneur : Lucas Mondelo
Assistants : Roberto Hernández et Madelén Urieta

### Corée du Sud
| Numéro | Joueuse       | Poste   | Naissance         | Taille | Club(s) 2020-2021                   |
| ------ | ------------- | ------- | ----------------- | ------ | ----------------------------------- |
| 1      | Shin Ji-hyun  | Meneuse | 12 septembre 1995 | 1,74 m | Bucheon Hana 1Q                     |
| 2      | Han Eom-ji    | Ailière | 10 novembre 1998  | 1,79 m | Incheon S-Birds                     |
| 3      | Kang Lee-seul | Ailière | 5 avril 1994      | 1,80 m | Cheongju KB Stars                   |
| 4      | Yoon Ye-bin   | Arrière | 16 avril 1997     | 1,80 m | Samsung Life Blueminx               |
| 5      | An He-ji      | Arrière | 12 février 1997   | 1,64 m | Busan BNK Sum                       |
| 7      | Park Hye-jin  | Arrière | 22 juillet 1990   | 1,78 m | Asan Woori Bank Wibee               |
| 9      | Park Ji-hyun  | Ailière | 7 avril 2000      | 1,80 m | Asan Woori Bank Wibee               |
| 11     | Bae Hye-yoon  | Pivot   | 10 juin 1989      | 1,83 m | Samsung Life Blueminx               |
| 13     | Kim Jung-eun  | Ailière | 7 septembre 1987  | 1,80 m | Asan Woori Bank Wibe                |
| 19     | Park Ji-su    | Pivot   | 6 décembre 1998   | 1,97 m | Cheongju KB Stars Aces de Las Vegas |
| 23     | Choi Hee-jin  | Ailière | 27 février 1990   | 1,80 m | Incheon S-Birds                     |
| 31     | Jin An        | Ailière | 23 mars 1996      | 1,85 m | Busan BNK Sum                       |

Entraîneur : Chun Joo-weon
Assistant : Lee Mi-sun

## Groupe B

### Japon

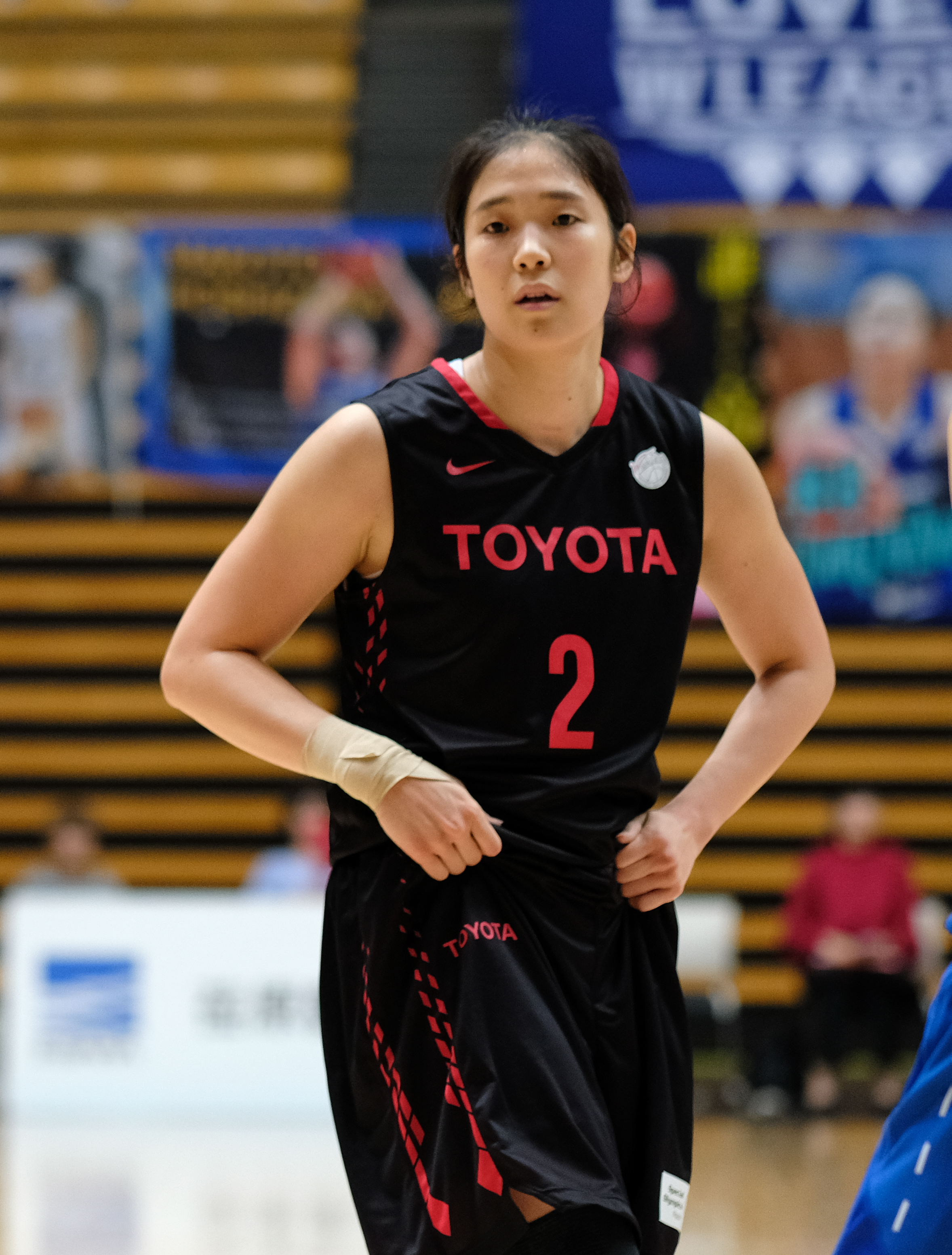
Moeko Nagaoka.

| Numéro | Joueuse        | Poste         | Naissance        | Taille | Club(s) 2020-2021               |
| ------ | -------------- | ------------- | ---------------- | ------ | ------------------------------- |
| 0      | Moeko Nagaoka  | Ailière forte | 29 décembre 1993 | 1,83 m | Toyota Antelopes                |
| 8      | Maki Takada    | Pivot         | 23 août 1989     | 1,85 m | Denso Iris                      |
| 10     | Naho Miyoshi   | Arrière       | 21 décembre 1993 | 1,67 m | Toyota Antelopes                |
| 13     | Rui Machida    | Meneuse       | 8 mars 1993      | 1,62 m | Fujitsu Redwave                 |
| 15     | Nako Motohashi | Meneuse       | 10 octobre 1993  | 1,65 m | Haneda Vickies                  |
| 20     | Nanaka Todo    | Arrière       | 29 novembre 2000 | 1,74 m | Toyota Boshoku Sunshine Rabbits |
| 27     | Saki Hayashi   | Arrière       | 16 mars 1995     | 1,73 m | JX-Eneos Sunflowers             |
| 30     | Evelyn Mawuli  | Ailière forte | 2 juin 1995      | 1,81 m | Toyota Antelopes                |
| 32     | Saori Miyazaki | Meneuse       | août 1995        | 1,67 m | JX-Eneos Sunflowers             |
| 52     | Yuki Miyazawa  | Ailière       | 2 juin 1993      | 1,83 m | Fujitsu Red Wave                |
| 88     | Himawari Akaho | Ailière       | 28 août 1998     | 1,85 m | Denso Iris                      |
| 99     | Monica Okoye   | Ailière forte | 7 février 1999   | 1,82 m | Fujitsu Red Wave                |

Sélectionneur : Tom Hovasse
Assistants : Takehiko Chibana, Toru Ontsuka

### Nigeria
| Numéro | Joueuse                 | Poste         | Naissance         | Taille | Club 2020-2021               |
| ------ | ----------------------- | ------------- | ----------------- | ------ | ---------------------------- |
| 0      | Amy Okonkwo             | Ailière       | 26 juin 1996      | 1,88 m | CD Zamarat                   |
| 3      | Pallas Kunaiyi-Akpannah | Ailière forte | 12 juillet 1997   | 1,88 m | Pallacanestro Vigarano       |
| 4      | Elizabeth Balogun       | Meneuse       | 9 septembre 2000  | 1,85 m | Cardinals de Louisville      |
| 9      | Aisha Mohammed          | Ailière       | 21 octobre 1985   | 1,93 m | Bursa Belediyesi             |
| 10     | Promise Amukamara       | Meneuse       | 22 juin 1993      | 1,70 m | Charnay Basket Bourgogne Sud |
| 11     | Adaora Elonu            | Ailière       | 28 avril 1990     | 1,85 m | Uni Gérone CB                |
| 21     | Atonye Nyingifa         | Ailière       | 8 décembre 1990   | 1,80 m | Porta XI Ensino              |
| 22     | Oderah Chidom           | Pivot         | 9 juillet 1995    | 1,93 m | BC Tsmoki-Minsk              |
| 23     | Ezinne Kalu             | Meneuse       | 26 juin 1992      | 1,73 m | Landerneau Bretagne Basket   |
| 25     | Victoria Macaulay       | Pivot         | 7 août 1990       | 1,93 m | Galatasaray SK               |
| 31     | Erica Ogwumike          | Arrière       | 26 septembre 1997 | 1,75 m | Sans club                    |
| 52     | Ify Ibekwe              | Ailière forte | 5 décembre 1989   | 1,88 m | Nantes Rezé Basket           |

- Entraîneur : Otis Hughley Jr.
- Assistants : Peter Ahmedu, Shola Shomala

### 

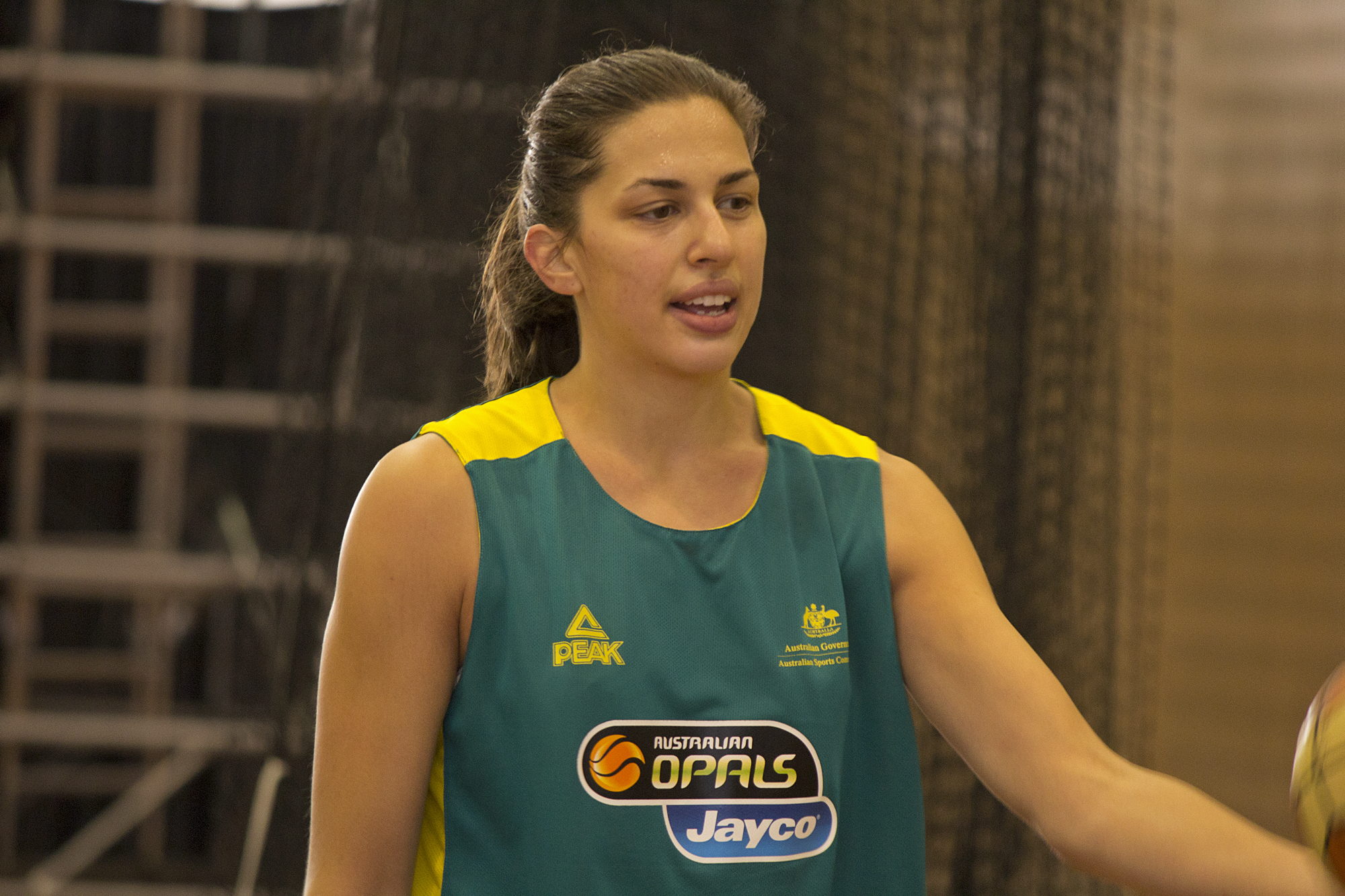
Marianna Tolo.

### États-Unis

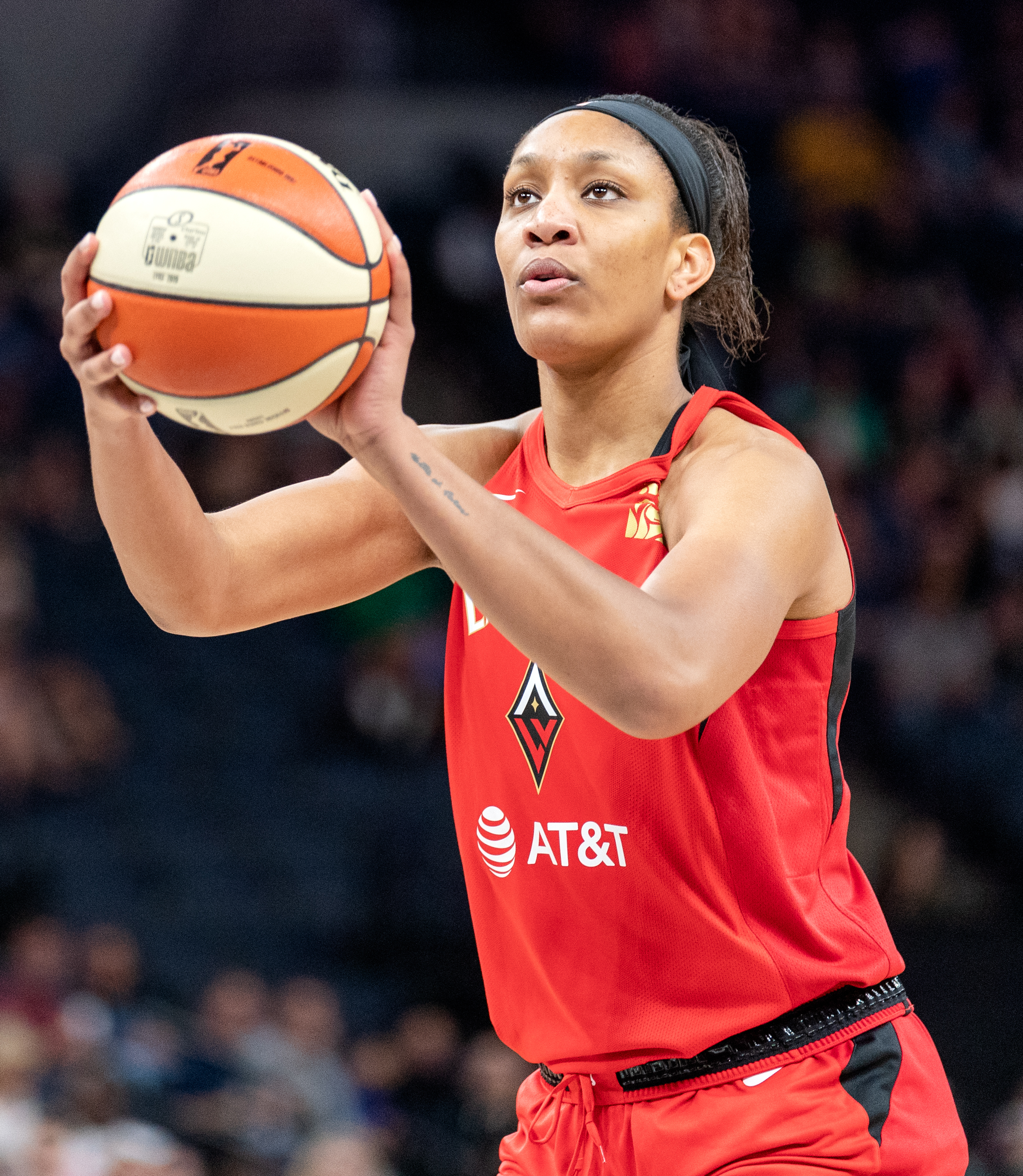
A'ja Wilson.

| Numéro | Joueuse              | Poste         | Naissance         | Taille | Club 2020-2021                         |
| ------ | -------------------- | ------------- | ----------------- | ------ | -------------------------------------- |
| 04     | Jewell Loyd          | Arrière       | 5 octobre 1993    | 1,78 m | Storm de Seattle                       |
| 05     | Skylar Diggins-Smith | Meneuse       | 24 août 1994      | 1,75 m | Mercury de Phoenix                     |
| 06     | Sue Bird             | Meneuse       | 16 octobre 1980   | 1,75 m | Storm de Seattle                       |
| 07     | Ariel Atkins         | Meneuse       | 30 juillet 1996   | 1,73 m | Mystics de Washington                  |
| 08     | Chelsea Gray         | Pivot         | 15 décembre 1989  | 1,80 m | Uni Gérone CB Aces de Las Vegas        |
| 09     | A'ja Wilson          | Ailière forte | 8 août 1996       | 1,96 m | Aces de Las Vegas                      |
| 10     | Breanna Stewart      | Ailière forte | 27 août 1994      | 1,93 m | UMMC Iekaterinbourg Storm de Seattle   |
| 11     | Napheesa Collier     | Ailière       | 23 septembre 1996 | 1,85 m | Lattes-Montpellier Lynx du Minnesota   |
| 12     | Diana Taurasi        | Arière        | 11 juin 1982      | 1,83 m | Mercury de Phoenix                     |
| 13     | Sylvia Fowles        | Pivot         | 6 octobre 1985    | 1,98 m | Lynx du Minnesota                      |
| 14     | Tina Charles         | Pivot         | 5 décembre 1988   | 1,93 m | Mystics de Washington                  |
| 15     | Brittney Griner      | Pivot         | 18 octobre 1990   | 2,06 m | UMMC Iekaterinbourg Mercury de Phoenix |

Entraîneuse : Dawn Staley
Assistants : Dan Hughes, Cheryl Reeve, Jennifer Rizzotti

### France

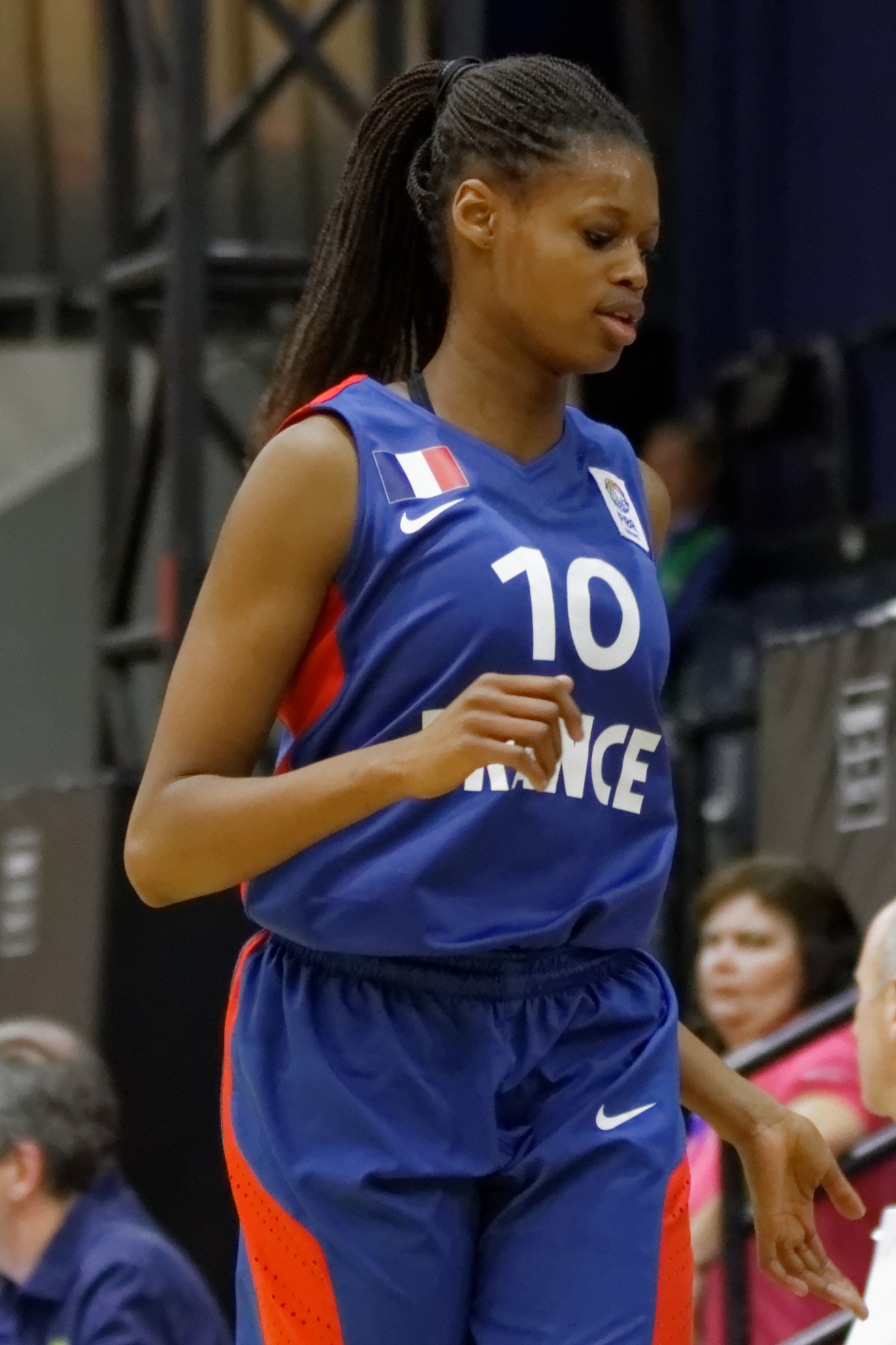
Valériane Vukosavljević.

| Numéro | Joueuse                 | Poste         | Naissance        | Taille | Club 2020-2021       |
| ------ | ----------------------- | ------------- | ---------------- | ------ | -------------------- |
| 04     | Marine Fauthoux         | Meneuse       | 23 janvier 2001  | 1,74 m | ASVEL Lyon           |
| 05     | Nwal-Endéné Miyem       | Ailière forte | 15 mai 1988      | 1,88 m | Flammes Carolo       |
| 06     | Alexia Chartereau       | Ailière       | 5 septembre 1998 | 1,91 m | Tango Bourges Basket |
| 07     | Sandrine Gruda          | Pivot         | 25 juin 1987     | 1,93 m | Famila Schio         |
| 08     | Helena Ciak             | Pivot         | 15 décembre 1989 | 1,97 m | ASVEL Lyon           |
| 10     | Sarah Michel            | Arrière       | 10 janvier 1989  | 1,80 m | Tango Bourges Basket |
| 11     | Valériane Vukosavljević | Ailière       | 29 avril 1994    | 1,85 m | Basket Landes        |
| 12     | Iliana Rupert           | Pivot         | 9 décembre 1989  | 1,93 m | Tango Bourges Basket |
| 15     | Gabby Williams          | Ailière       | 9 septembre 1996 | 1,80 m | Sopron Basket        |
| 23     | Marine Johannès         | Arrière       | 21 janvier 1995  | 1,77 m | ASVEL Lyon           |
| 39     | Alix Duchet             | Meneuse       | 9 juillet 1982   | 1,63 m | Tango Bourges Basket |
| 93     | Diandra Tchatchouang    | Ailière       | 14 juin 1991     | 1,86 m | Lattes-Montpellier   |

Entraîneuse : Valérie Garnier
Assistants : Grégory Halin, Rachid Meziane, Olivier Lafargue

## Groupe C

### Australie
| Numéro | Joueuse          | Poste         | Naissance         | Taille | Club(s) 2020-2021                      |
| ------ | ---------------- | ------------- | ----------------- | ------ | -------------------------------------- |
| 4      | Jenna O'Hea      | Arrière       | 6 juin 1987       | 1,86 m | Southside Flyers                       |
| 5      | Leilani Mitchell | Meneuse       | 15 juin 1985      | 1,65 m | Southside Flyers Mystics de Washington |
| 6      | Stephanie Talbot | Ailière       | 15 juin 1994      | 1,86 m | Adelaide Lightning Storm de Seattle    |
| 7      | Tess Madgen      | Arrière       | 12 août 1990      | 1,80 m | Melbourne Boomers                      |
| 8      | Sara Blicavs     | Ailière       | 15 février 1993   | 1,88 m | Southside Flyers                       |
| 9      | Rebecca Allen    | Arrière       | 6 novembre 1992   | 1,86 m | Valence BC Liberty de New York         |
| 10     | Katie Ebzery     | Arrière       | 8 janvier 1990    | 1,78 m | Perth Lynx                             |
| 11     | Alanna Smith     | Ailière       | 10 septembre 1991 | 1,91 m | Adelaide Lightning Mercury de Phoenix  |
| 12     | Tessa Lavey      | Meneuse       | 29 mars 1993      | 1,71 m | Bendigo Spirit                         |
| 13     | Ezi Magbegor     | Pivot         | 13 août 1999      | 1,93 m | Melbourne Boomers Storm de Seattle     |
| 14     | Marianna Tolo    | Pivot         | 2 juillet 1989    | 1,96 m | Canberra Capitals                      |
| 15     | Cayla George     | Ailière forte | 1er mai 1989      | 1,94 m | Melbourne Boomers                      |

Entraîneuse : Sandy Brondello
Assistant : Cheryl Chambers, Paul Goriss

### Porto Rico
| Numéro | Joueuse                | Poste         | Naissance         | Taille | Club(s) 2020-2021           |
| ------ | ---------------------- | ------------- | ----------------- | ------ | --------------------------- |
| 0      | Jennifer O’Neill       | Meneuse       | 19 avril 1990     | 1,65 m | AZS Lublin                  |
| 1      | Tayra Meléndez         | Ailière       | 29 octobre 1993   | 1,70 m | Gigantes de Carolina        |
| 5      | Pamela Rosado          | Meneuse       | 30 avril 1986     | 1,65 m | Atenienses de Manatí        |
| 9      | Allison Gibson         | Arrière       | 27 mars 1993      | 1,91 m | Gigantes de Carolina        |
| 10     | Jada Stinson           | Ailière       | 23 septembre 1999 | 1,70 m | Red Wolves d'Arkansas State |
| 12     | Dayshalee Salamán      | Arrière       | 17 mars 1990      | 1,65 m | Cangrejeras de Santurce     |
| 24     | Jazmon Gwathmey        | Arrière       | 24 janvier 1993   | 1,88 m | Geas Basket                 |
| 25     | Isalys Quiñones        | Ailière forte | 23 octobre 1997   | 1,91 m | AO Dáfni Ayíou Dimitríou    |
| 28     | Sabrina Lozada-Cabbage | Ailière       | 19 avril 1990     | 1,87 m | Vitória S.C.                |
| 33     | India Pagán            | Pivot         | 7 janvier 1999    | 1,87 m | Seawolves de Stony Brook    |
| 55     | Jacqueline Benitez     | Arrière       | 6 juin 1997       | 1,56 m | KK Šiauliai                 |
| 91     | Michelle González      | Arrière       | 3 août 1989       | 1,68 m | Cangrejeras de Santurce     |

Entraineur :  Jerry Batista

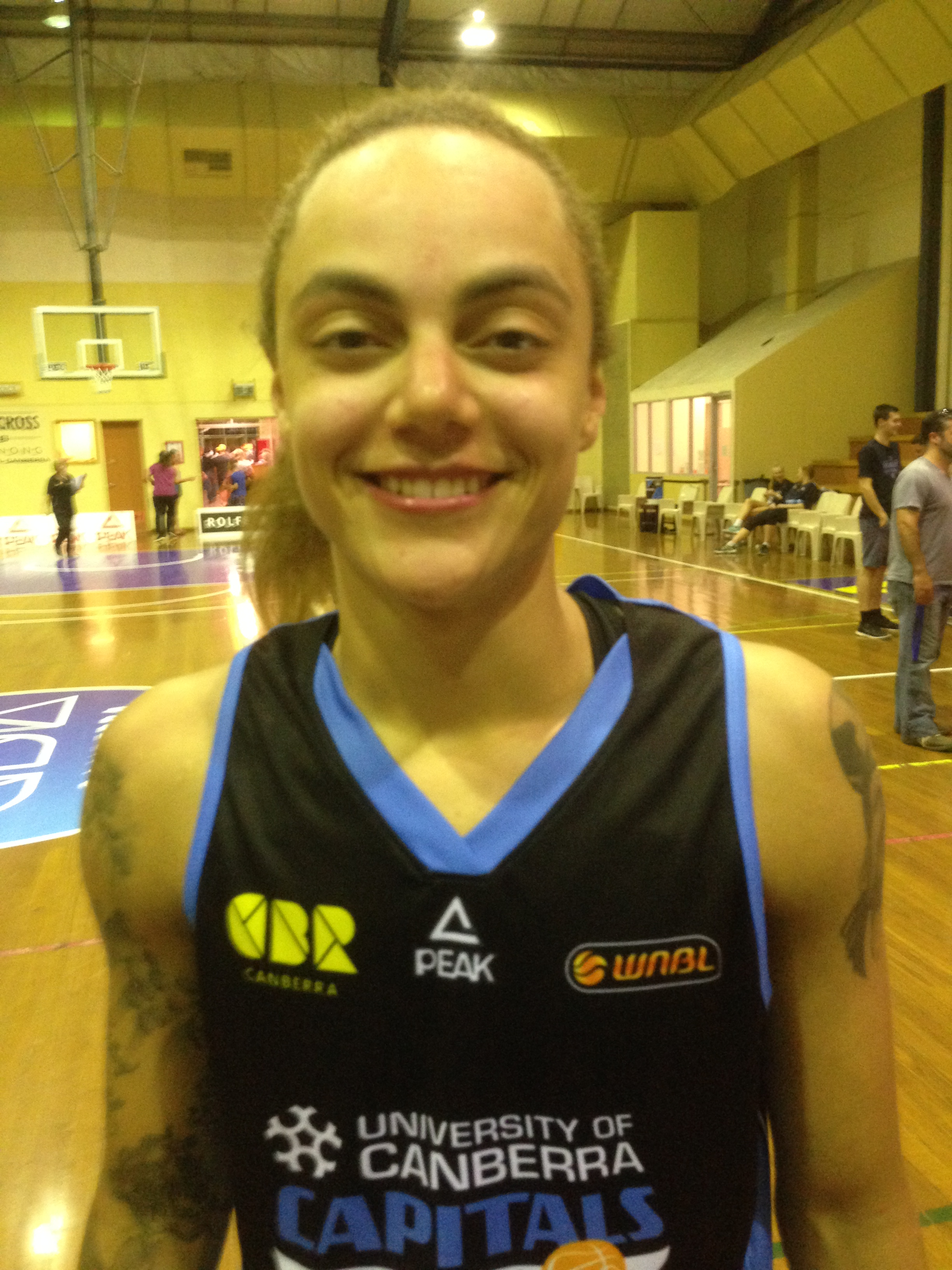
Jazmon Gwathmey.

Assistants :  Daniel Ortiz, Carlos Calcaño

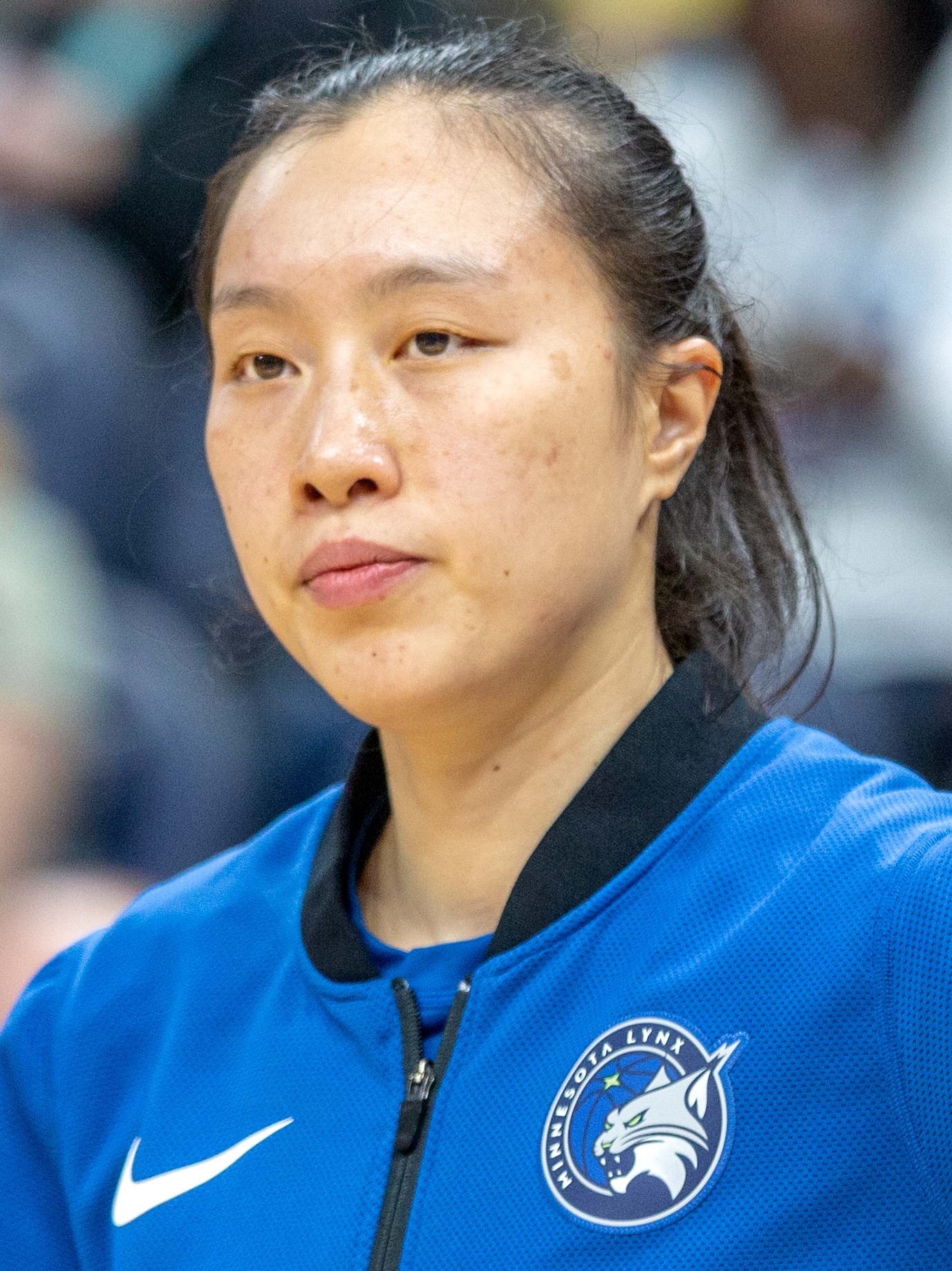
Shao Ting.

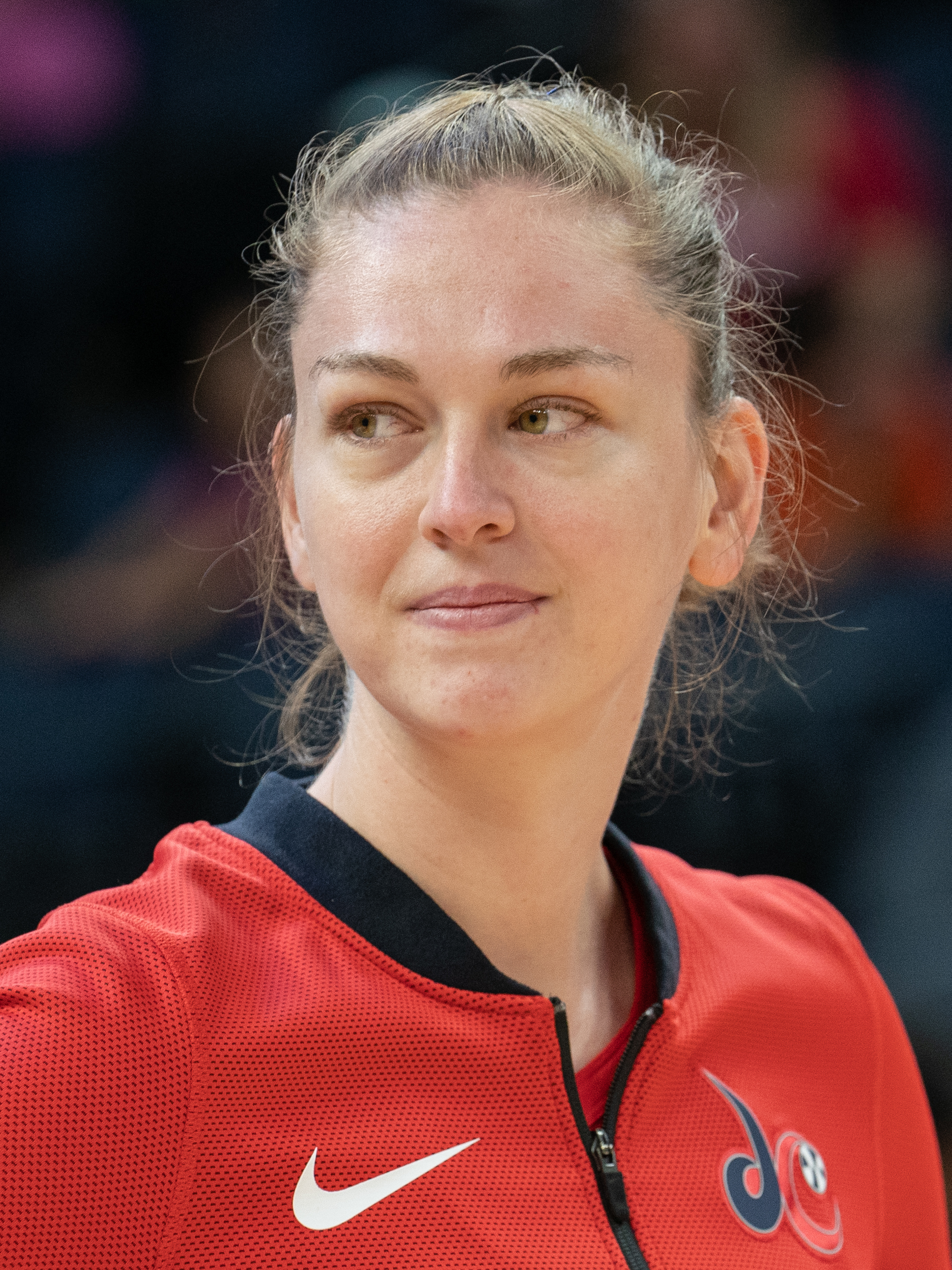
Emma Meesseman.

### Chine
| Numéro | Joueuse      | Poste   | Naissance         | Taille | Club(s) 2020-2021         |
| ------ | ------------ | ------- | ----------------- | ------ | ------------------------- |
| 3      | Yang Liwei   | Arrière | 2 janvier 1995    | 1,76 m | Guangdong Vermilion Birds |
| 4      | Li Yuan      | Arrière | 29 mai 2000       | 1,67 m | Shandong Six Stars        |
| 5      | Wang Siyu    | Arrière | 16 octobre 1995   | 1,80 m | Shandong Six Stars        |
| 6      | Wu Tongtong  | Meneuse | 27 juin 1994      | 1,75 m | Shanxi Rui Flame          |
| 7      | Shao Ting    | Ailière | 21 juin 1990      | 1,85 m | Beijing Great Wall        |
| 8      | Zhang Ru     | Ailière | 21 septembre 1999 | 1,85 m | Henan Phoenix             |
| 9      | Li Meng      | Arrière | 27 octobre 1993   | 1,83 m | Bayi Kylin                |
| 10     | Pan Zhenqi   | Ailière | 5 juillet 1995    | 1,90 m | Bayi Kylin                |
| 11     | Huang Sijing | Ailière | 8 janvier 1996    | 1,90 m | Guangdong Vermilion Birds |
| 13     | Sun Mengran  | Pivot   | 20 février 1982   | 1,97 m | Bayi Kylin                |
| 14     | Li Yueru     | Pivot   | 28 mars 1999      | 2,00 m | Guangdong Vermilion Birds |
| 15     | Han Xu       | Pivot   | 31 octobre 1999   | 2,05 m | Xinjiang Magic Deer       |

Sélectionneur  :  Xu Limin
Assistants :  Jia Nan, Zheng Wei

### Belgique
| Numéro | Joueuse            | Poste         | Naissance         | Taille | Club 2020-2021             |
| ------ | ------------------ | ------------- | ----------------- | ------ | -------------------------- |
| 5      | Kim Mestdagh       | Arrière       | 12 mars 1990      | 1,78 m | Famila Schio               |
| 6      | Antonia Delaere    | Ailière       | 1er août 1994     | 1,82 m | IDK Euskotren              |
| 9      | Marjorie Carpréaux | Meneuse       | 17 septembre 1987 | 1,65 m | Mithra Castors Braine      |
| 11     | Emma Meesseman     | Ailière forte | 13 mai 1993       | 1,92 m | UMMC Iekaterinbourg        |
| 12     | Ann Wauters        | Pivot         | 12 octobre 1980   | 1,93 m | Sans club                  |
| 13     | Kyara Linskens     | Pivot         | 13 novembre 1996  | 1,93 m | Magnolia Campobasso        |
| 22     | Hanne Mestdagh     | Ailière forte | 19 avril 1993     | 1,78 m | Basket Namur-Capitale      |
| 32     | Heleen Nauwelaers  | Ailière forte | 14 mars 1996      | 1,80 m | CDB Clarinos Tenerife      |
| 34     | Billie Massey      | Pivot         | 21 mars 2000      | 1,86 m | Kangoeroes Basket Mechelen |
| 35     | Julie Vanloo       | Meneuse       | 10 février 1993   | 1,72 m | Basket Saragosse 2002      |
| 42     | Jana Raman         | Ailière forte | 15 février 1991   | 1,88 m | Estudiantes Madrid         |
| 55     | Julie Allemand     | Meneuse       | 7 juillet 1996    | 1,74 m | Lattes-Montpellier         |

Entraîneur : Philip Mestdagh
Assistants : Sven Van Camp et Pierre Cornia